# Tadeusz Uchwat
Tadeusz Uchwat (ur. 4 kwietnia 1908 w Gromniku, zm. 27 czerwca 1974) – polski nauczyciel i działacz komunistyczny, poseł na Sejm PRL III kadencji.

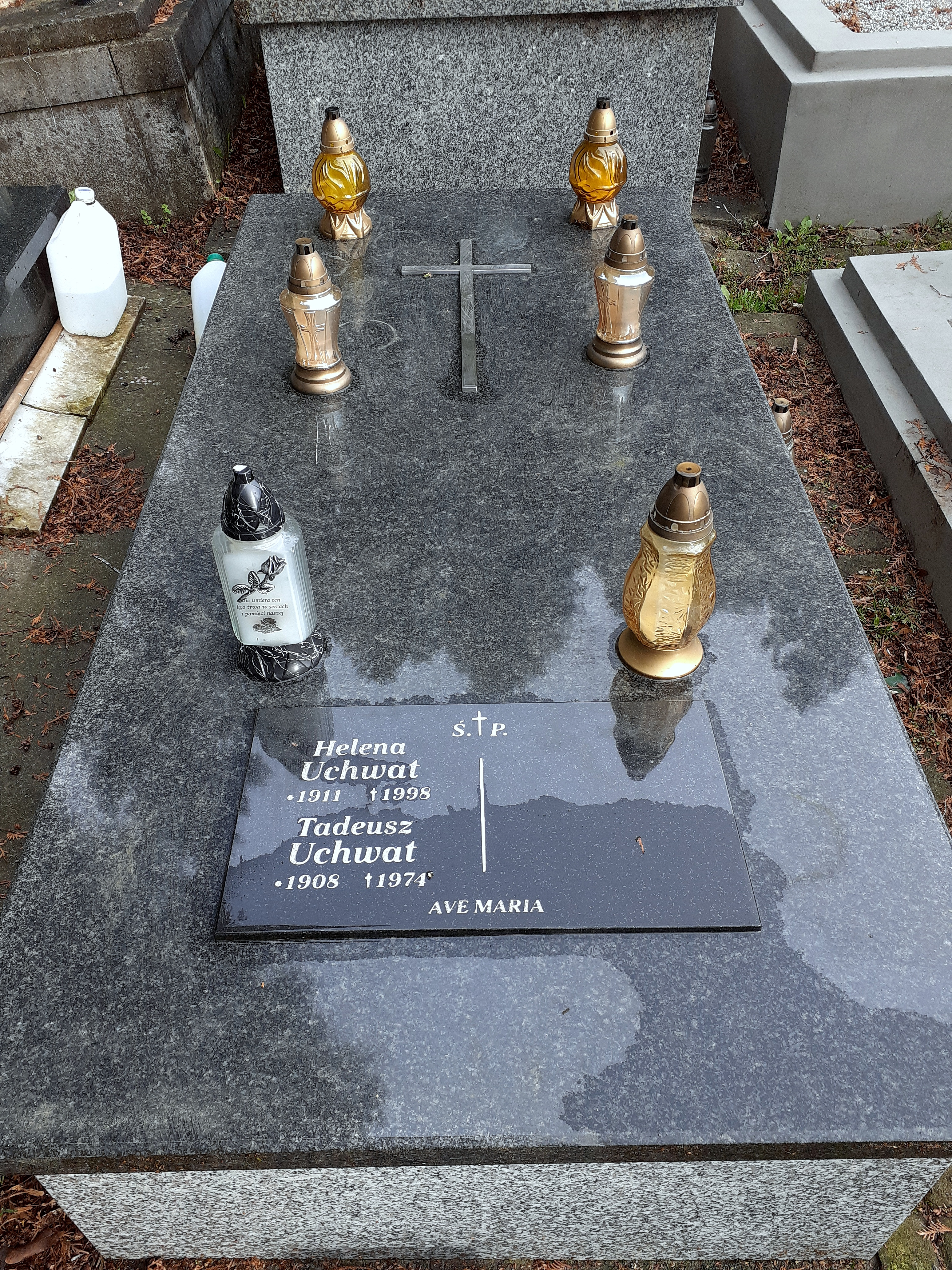
Grobowiec Tadeusza i Heleny Uchwatów

## Życiorys
Syn Stanisława. Uzyskał wykształcenie wyższe niepełne, ukończył seminarium nauczycielskie i wyższy kurs nauczycielski. Pracował w Jaworowie, przystąpił do Związku Nauczycielstwa Polskiego. W 1937 był jednym z przywódców strajku nauczycieli w powiecie jaworowskim.
We wrześniu 1944 wstąpił do Polskiej Partii Robotniczej, z którą w grudniu 1948 przystąpił do Polskiej Zjednoczonej Partii Robotniczej. Od maja 1945 do 1949 był przewodniczącym Miejskiej Rady Narodowej w Przemyślu, pełnił funkcję inspektora szkolnego oraz zastępcy przewodniczącego w prezydium Powiatowej Rady Narodowej w Przemyślu. W 1961 został wybrany na posła na Sejm PRL w okręgu Jarosław. W trakcie kadencji zasiadał w Komisji Rolnictwa i Przemysłu Spożywczego. Był członkiem egzekutywy Komitetu Miejskiego i Powiatowego PZPR, pracował również w Powiatowej Komisji Kontroli Partyjnej. Bezpośrednio przed śmiercią zasiadał w Powiatowej Komisji Kontroli Partyjnej PZPR.
Odznaczony Srebrnym (1953) i Złotym Krzyżem Zasługi, Medalem 10-lecia Polski Ludowej (1955) oraz Krzyżem Kawalerskim i Oficerskim Orderu Odrodzenia Polski.
Pochowany na cmentarzu komunalnym Zasanie w Przemyślu (14/4/2).